# Audrey (revistă)
Revista Audrey, sau cunoscută și sub numele de Audrey, a fost o publicație care acoperă experiența asiatică, văzută din perspectiva femeilor asiatice americane. Era publicat trimestrial în SUA. 